# Липеновић
Липеновић је насеље у Србији у општини Крупањ у Мачванском округу. Према попису из 2022. било је 416 становника.
У селу се налази Црква Успења пресвете Богородице, Добри Поток.

## Демографија
У насељу Липеновић живи 466 пунолетних становника, а просечна старост становништва износи 37,7 година (38,1 код мушкараца и 37,1 код жена). У насељу има 167 домаћинстава, а просечан број чланова по домаћинству је 3,61.
Ово насеље је великим делом насељено Србима (према попису из 2002. године).
|  |

| Демографија | Демографија | Демографија |
| Година      | Становника  | Становника  |
| ----------- | ----------- | ----------- |
| 1948.       | 658         |             |
| 1953.       | 703         |             |
| 1961.       | 705         |             |
| 1971.       | 613         |             |
| 1981.       | 547         |             |
| 1991.       | 605         | 604         |
| 2002.       | 603         | 615         |

| Етнички састав према попису из 2002.‍ | Етнички састав према попису из 2002.‍ | Етнички састав према попису из 2002.‍ | Етнички састав према попису из 2002.‍ | Етнички састав према попису из 2002.‍ |
| ------------------------------------ | ------------------------------------ | ------------------------------------ | ------------------------------------ | ------------------------------------ |
|                                      |                                      |                                      |                                      |                                      |
| Срби                                 | Срби                                 |                                      | 597                                  | 99,00%                               |
| Руси                                 | Руси                                 |                                      | 1                                    | 0,16%                                |
| непознато                            | непознато                            |                                      | 3                                    | 0,49%                                |

| Година пописа     | 1948. | 1953. | 1961. | 1971. | 1981. | 1991. | 2002. |
| ----------------- | ----- | ----- | ----- | ----- | ----- | ----- | ----- |
| Број домаћинстава | 86    | 87    | 108   | 108   | 114   | 153   | 167   |

| Број чланова      | 1  | 2  | 3  | 4  | 5  | 6  | 7 | 8 | 9 | 10 и више | Просек |
| ----------------- | -- | -- | -- | -- | -- | -- | - | - | - | --------- | ------ |
| Број домаћинстава | 22 | 30 | 21 | 50 | 19 | 16 | 6 | 2 | 1 | 0         | 3,61   |

| Пол    | Укупно | Неожењен/Неудата | Ожењен/Удата | Удовац/Удовица | Разведен/Разведена | Непознато |
| ------ | ------ | ---------------- | ------------ | -------------- | ------------------ | --------- |
| Мушки  | 257    | 79               | 157          | 17             | 3                  | 1         |
| Женски | 239    | 44               | 159          | 33             | 2                  | 1         |
| УКУПНО | 496    | 123              | 316          | 50             | 5                  | 2         |

| Пол    | Укупно                    | Пољопривреда, лов и шумарство | Рибарство                            | Вађење руде и камена | Прерађивачка индустрија       |
| ------ | ------------------------- | ----------------------------- | ------------------------------------ | -------------------- | ----------------------------- |
| Мушки  | 142                       | 53                            | 0                                    | 0                    | 36                            |
| Женски | 56                        | 30                            | 0                                    | 0                    | 16                            |
| УКУПНО | 198                       | 83                            | 0                                    | 0                    | 52                            |
| Пол    | Производња и снабдевање   | Грађевинарство                | Трговина                             | Хотели и ресторани   | Саобраћај, складиштење и везе |
| Мушки  | 2                         | 10                            | 9                                    | 4                    | 5                             |
| Женски | 0                         | 0                             | 4                                    | 0                    | 0                             |
| УКУПНО | 2                         | 10                            | 13                                   | 4                    | 5                             |
| Пол    | Финансијско посредовање   | Некретнине                    | Државна управа и одбрана             | Образовање           | Здравствени и социјални рад   |
| Мушки  | 0                         | 0                             | 7                                    | 1                    | 2                             |
| Женски | 0                         | 0                             | 1                                    | 1                    | 2                             |
| УКУПНО | 0                         | 0                             | 8                                    | 2                    | 4                             |
| Пол    | Остале услужне активности | Приватна домаћинства          | Екстериторијалне организације и тела | Непознато            | Непознато                     |
| Мушки  | 5                         | 0                             | 0                                    | 8                    | 8                             |
| Женски | 0                         | 0                             | 0                                    | 2                    | 2                             |
| УКУПНО | 5                         | 0                             | 0                                    | 10                   | 10                            |